# Unicodeblock Kawi
Der Unicodeblock Kawi (Kawi, U+11F00 bis U+11F5F) beinhaltet Zeichen der Kawi-Schrift. Dieses Schriftsystem wurde historisch im Inselgebiet Südostasiens verwendet, um die Sprachen Altjavanisch, Sanskrit, Altmalaiisch, Altbalinesisch und Altsundanesisch zu schreiben.

## Tabelle
| Unicodenummer   | Zeichen (400 %) | Kategorie                               | Bidirektionale Klasse       | Offizielle Bezeichnung                    | Beschreibung                             |
| --------------- | --------------- | --------------------------------------- | --------------------------- | ----------------------------------------- | ---------------------------------------- |
| U+11F00 (73472) | 𑼀                | Markierung ohne Extrabreite             | Markierung ohne Extrabreite | KAWI SIGN CANDRABINDU                     | Kawi-Zeichen Chandrabindu                |
| U+11F01 (73473) | 𑼁                | Markierung ohne Extrabreite             | Markierung ohne Extrabreite | KAWI SIGN ANUSVARA                        | Kawi-Zeichen Anusvara                    |
| U+11F02 (73474) | 𑼂               | anderer Buchstabe, Silbe oder Ideogramm | links nach rechts           | KAWI SIGN REPHA                           | Kawi-Zeichen Repha                       |
| U+11F03 (73475) | 𑼃                | Markierung mit Extrabreite              | links nach rechts           | KAWI SIGN VISARGA                         | Kawi-Zeichen Visarga                     |
| U+11F04 (73476) | 𑼄               | anderer Buchstabe, Silbe oder Ideogramm | links nach rechts           | KAWI LETTER A                             | Kawi-Buchstabe A                         |
| U+11F05 (73477) | 𑼅               | anderer Buchstabe, Silbe oder Ideogramm | links nach rechts           | KAWI LETTER AA                            | Kawi-Buchstabe Aa                        |
| U+11F06 (73478) | 𑼆               | anderer Buchstabe, Silbe oder Ideogramm | links nach rechts           | KAWI LETTER I                             | Kawi-Buchstabe I                         |
| U+11F07 (73479) | 𑼇               | anderer Buchstabe, Silbe oder Ideogramm | links nach rechts           | KAWI LETTER II                            | Kawi-Buchstabe Ii                        |
| U+11F08 (73480) | 𑼈               | anderer Buchstabe, Silbe oder Ideogramm | links nach rechts           | KAWI LETTER U                             | Kawi-Buchstabe U                         |
| U+11F09 (73481) | 𑼉               | anderer Buchstabe, Silbe oder Ideogramm | links nach rechts           | KAWI LETTER UU                            | Kawi-Buchstabe Uu                        |
| U+11F0A (73482) | 𑼊               | anderer Buchstabe, Silbe oder Ideogramm | links nach rechts           | KAWI LETTER VOCALIC R                     | Kawi-Buchstabe vokalisches R             |
| U+11F0B (73483) | 𑼋               | anderer Buchstabe, Silbe oder Ideogramm | links nach rechts           | KAWI LETTER VOCALIC RR                    | Kawi-Buchstabe vokalisches Rr            |
| U+11F0C (73484) | 𑼌               | anderer Buchstabe, Silbe oder Ideogramm | links nach rechts           | KAWI LETTER VOCALIC L                     | Kawi-Buchstabe vokalisches L             |
| U+11F0D (73485) | 𑼍               | anderer Buchstabe, Silbe oder Ideogramm | links nach rechts           | KAWI LETTER VOCALIC LL                    | Kawi-Buchstabe vokalisches Ll            |
| U+11F0E (73486) | 𑼎               | anderer Buchstabe, Silbe oder Ideogramm | links nach rechts           | KAWI LETTER E                             | Kawi-Buchstabe E                         |
| U+11F0F (73487) | 𑼏               | anderer Buchstabe, Silbe oder Ideogramm | links nach rechts           | KAWI LETTER AI                            | Kawi-Buchstabe Ai                        |
| U+11F10 (73488) | 𑼐               | anderer Buchstabe, Silbe oder Ideogramm | links nach rechts           | KAWI LETTER O                             | Kawi-Buchstabe O                         |
| U+11F12 (73490) | 𑼒               | anderer Buchstabe, Silbe oder Ideogramm | links nach rechts           | KAWI LETTER KA                            | Kawi-Buchstabe Ka                        |
| U+11F13 (73491) | 𑼓               | anderer Buchstabe, Silbe oder Ideogramm | links nach rechts           | KAWI LETTER KHA                           | Kawi-Buchstabe Kha                       |
| U+11F14 (73492) | 𑼔               | anderer Buchstabe, Silbe oder Ideogramm | links nach rechts           | KAWI LETTER GA                            | Kawi-Buchstabe Ga                        |
| U+11F15 (73493) | 𑼕               | anderer Buchstabe, Silbe oder Ideogramm | links nach rechts           | KAWI LETTER GHA                           | Kawi-Buchstabe Gha                       |
| U+11F16 (73494) | 𑼖               | anderer Buchstabe, Silbe oder Ideogramm | links nach rechts           | KAWI LETTER NGA                           | Kawi-Buchstabe Nga                       |
| U+11F17 (73495) | 𑼗               | anderer Buchstabe, Silbe oder Ideogramm | links nach rechts           | KAWI LETTER CA                            | Kawi-Buchstabe Ca                        |
| U+11F18 (73496) | 𑼘               | anderer Buchstabe, Silbe oder Ideogramm | links nach rechts           | KAWI LETTER CHA                           | Kawi-Buchstabe Cha                       |
| U+11F19 (73497) | 𑼙               | anderer Buchstabe, Silbe oder Ideogramm | links nach rechts           | KAWI LETTER JA                            | Kawi-Buchstabe Ja                        |
| U+11F1A (73498) | 𑼚               | anderer Buchstabe, Silbe oder Ideogramm | links nach rechts           | KAWI LETTER JHA                           | Kawi-Buchstabe Jha                       |
| U+11F1B (73499) | 𑼛               | anderer Buchstabe, Silbe oder Ideogramm | links nach rechts           | KAWI LETTER NYA                           | Kawi-Buchstabe Nya                       |
| U+11F1C (73500) | 𑼜               | anderer Buchstabe, Silbe oder Ideogramm | links nach rechts           | KAWI LETTER TTA                           | Kawi-Buchstabe Tta                       |
| U+11F1D (73501) | 𑼝               | anderer Buchstabe, Silbe oder Ideogramm | links nach rechts           | KAWI LETTER TTHA                          | Kawi-Buchstabe Ttha                      |
| U+11F1E (73502) | 𑼞               | anderer Buchstabe, Silbe oder Ideogramm | links nach rechts           | KAWI LETTER DDA                           | Kawi-Buchstabe Dda                       |
| U+11F1F (73503) | 𑼟               | anderer Buchstabe, Silbe oder Ideogramm | links nach rechts           | KAWI LETTER DDHA                          | Kawi-Buchstabe Ddha                      |
| U+11F20 (73504) | 𑼠               | anderer Buchstabe, Silbe oder Ideogramm | links nach rechts           | KAWI LETTER NNA                           | Kawi-Buchstabe Nna                       |
| U+11F21 (73505) | 𑼡               | anderer Buchstabe, Silbe oder Ideogramm | links nach rechts           | KAWI LETTER TA                            | Kawi-Buchstabe Ta                        |
| U+11F22 (73506) | 𑼢               | anderer Buchstabe, Silbe oder Ideogramm | links nach rechts           | KAWI LETTER THA                           | Kawi-Buchstabe Tha                       |
| U+11F23 (73507) | 𑼣               | anderer Buchstabe, Silbe oder Ideogramm | links nach rechts           | KAWI LETTER DA                            | Kawi-Buchstabe Da                        |
| U+11F24 (73508) | 𑼤               | anderer Buchstabe, Silbe oder Ideogramm | links nach rechts           | KAWI LETTER DHA                           | Kawi-Buchstabe Dha                       |
| U+11F25 (73509) | 𑼥               | anderer Buchstabe, Silbe oder Ideogramm | links nach rechts           | KAWI LETTER NA                            | Kawi-Buchstabe Na                        |
| U+11F26 (73510) | 𑼦               | anderer Buchstabe, Silbe oder Ideogramm | links nach rechts           | KAWI LETTER PA                            | Kawi-Buchstabe Pa                        |
| U+11F27 (73511) | 𑼧               | anderer Buchstabe, Silbe oder Ideogramm | links nach rechts           | KAWI LETTER PHA                           | Kawi-Buchstabe Pha                       |
| U+11F28 (73512) | 𑼨               | anderer Buchstabe, Silbe oder Ideogramm | links nach rechts           | KAWI LETTER BA                            | Kawi-Buchstabe Ba                        |
| U+11F29 (73513) | 𑼩               | anderer Buchstabe, Silbe oder Ideogramm | links nach rechts           | KAWI LETTER BHA                           | Kawi-Buchstabe Bha                       |
| U+11F2A (73514) | 𑼪               | anderer Buchstabe, Silbe oder Ideogramm | links nach rechts           | KAWI LETTER MA                            | Kawi-Buchstabe Ma                        |
| U+11F2B (73515) | 𑼫               | anderer Buchstabe, Silbe oder Ideogramm | links nach rechts           | KAWI LETTER YA                            | Kawi-Buchstabe Ya                        |
| U+11F2C (73516) | 𑼬               | anderer Buchstabe, Silbe oder Ideogramm | links nach rechts           | KAWI LETTER RA                            | Kawi-Buchstabe Ra                        |
| U+11F2D (73517) | 𑼭               | anderer Buchstabe, Silbe oder Ideogramm | links nach rechts           | KAWI LETTER LA                            | Kawi-Buchstabe La                        |
| U+11F2E (73518) | 𑼮               | anderer Buchstabe, Silbe oder Ideogramm | links nach rechts           | KAWI LETTER WA                            | Kawi-Buchstabe Wa                        |
| U+11F2F (73519) | 𑼯               | anderer Buchstabe, Silbe oder Ideogramm | links nach rechts           | KAWI LETTER SHA                           | Kawi-Buchstabe Sha                       |
| U+11F30 (73520) | 𑼰               | anderer Buchstabe, Silbe oder Ideogramm | links nach rechts           | KAWI LETTER SSA                           | Kawi-Buchstabe Ssa                       |
| U+11F31 (73521) | 𑼱               | anderer Buchstabe, Silbe oder Ideogramm | links nach rechts           | KAWI LETTER SA                            | Kawi-Buchstabe Sa                        |
| U+11F32 (73522) | 𑼲               | anderer Buchstabe, Silbe oder Ideogramm | links nach rechts           | KAWI LETTER HA                            | Kawi-Buchstabe Ha                        |
| U+11F33 (73523) | 𑼳               | anderer Buchstabe, Silbe oder Ideogramm | links nach rechts           | KAWI LETTER JNYA                          | Kawi-Buchstabe Jnya                      |
| U+11F34 (73524) | 𑼴                | Markierung mit Extrabreite              | links nach rechts           | KAWI VOWEL SIGN AA                        | Kawi-Vokalzeichen Aa                     |
| U+11F35 (73525) | 𑼵                | Markierung mit Extrabreite              | links nach rechts           | KAWI VOWEL SIGN ALTERNATE AA              | Kawi-Vokalzeichen alternatives Aa        |
| U+11F36 (73526) | 𑼶                | Markierung ohne Extrabreite             | Markierung ohne Extrabreite | KAWI VOWEL SIGN I                         | Kawi-Vokalzeichen I                      |
| U+11F37 (73527) | 𑼷                | Markierung ohne Extrabreite             | Markierung ohne Extrabreite | KAWI VOWEL SIGN II                        | Kawi-Vokalzeichen Ii                     |
| U+11F38 (73528) | 𑼸                | Markierung ohne Extrabreite             | Markierung ohne Extrabreite | KAWI KAWI VOWEL SIGN U                    | Kawi-Vokalzeichen U                      |
| U+11F39 (73529) | 𑼹                | Markierung ohne Extrabreite             | Markierung ohne Extrabreite | KAWI KAWI VOWEL SIGN UU                   | Kawi-Vokalzeichen Uu                     |
| U+11F3A (73530) | 𑼺                | Markierung ohne Extrabreite             | Markierung ohne Extrabreite | KAWI KAWI VOWEL SIGN VOCALIC R            | Kawi-Vokalzeichen vokalisches R          |
| U+11F3E (73534) | 𑼾                | Markierung mit Extrabreite              | links nach rechts           | KAWI VOWEL SIGN E                         | Kawi-Vokalzeichen E                      |
| U+11F3F (73535) | 𑼿                | Markierung mit Extrabreite              | links nach rechts           | KAWI VOWEL SIGN AI                        | Kawi-Vokalzeichen Ai                     |
| U+11F40 (73536) | 𑽀                | Markierung ohne Extrabreite             | Markierung ohne Extrabreite | KAWI VOWEL SIGN EU                        | Kawi-Vokalzeichen Eu                     |
| U+11F41 (73537) | 𑽁                | Markierung mit Extrabreite              | links nach rechts           | KAWI SIGN KILLER                          | Kawi-Zeichen Vokalkiller                 |
| U+11F42 (73538) | 𑽂                | Markierung ohne Extrabreite             | Markierung ohne Extrabreite | KAWI SIGN CONJOINER                       | Kawi-Verbindungszeichen                  |
| U+11F43 (73539) | 𑽃               | andere Interpunktion                    | links nach rechts           | KAWI DANDA                                | Kawi-Danda                               |
| U+11F44 (73540) | 𑽄               | andere Interpunktion                    | links nach rechts           | KAWI DOUBLE DANDA                         | Doppeltes Kawi-Danda                     |
| U+11F45 (73541) | 𑽅               | andere Interpunktion                    | links nach rechts           | KAWI PUNCTUATION SECTION MARKER           | Kawi-Abschnittszeichen                   |
| U+11F46 (73542) | 𑽆               | andere Interpunktion                    | links nach rechts           | KAWI PUNCTUATION ALTERNATE SECTION MARKER | Alternatives Kawi-Abschnittszeichen      |
| U+11F47 (73543) | 𑽇               | andere Interpunktion                    | links nach rechts           | KAWI PUNCTUATION FLOWER                   | Kawi-Interpunktion Blume                 |
| U+11F48 (73544) | 𑽈               | andere Interpunktion                    | links nach rechts           | KAWI PUNCTUATION SPACE FILLER             | Kawi-Interpunktion Leerraumfüller        |
| U+11F49 (73545) | 𑽉               | andere Interpunktion                    | links nach rechts           | KAWI PUNCTUATION DOT                      | Kawi-Interpunktion Punkt                 |
| U+11F4A (73546) | 𑽊               | andere Interpunktion                    | links nach rechts           | KAWI PUNCTUATION DOUBLE DOT               | Kawi-Interpunktion doppelter Punkt       |
| U+11F4B (73547) | 𑽋               | andere Interpunktion                    | links nach rechts           | KAWI PUNCTUATION TRIPLE DOT               | Kawi-Interpunktion dreifacher Punkt      |
| U+11F4C (73548) | 𑽌               | andere Interpunktion                    | links nach rechts           | KAWI PUNCTUATION CIRCLE                   | Kawi-Interpunktion Kreis                 |
| U+11F4D (73549) | 𑽍               | andere Interpunktion                    | links nach rechts           | KAWI PUNCTUATION FILLED CIRCLE            | Kawi-Interpunktion gefüllter Kreis       |
| U+11F4E (73550) | 𑽎               | andere Interpunktion                    | links nach rechts           | KAWI PUNCTUATION SPIRAL                   | Kawi-Interpunktion Spirale               |
| U+11F4F (73551) | 𑽏               | andere Interpunktion                    | links nach rechts           | KAWI PUNCTUATION CLOSING SPIRAL           | Kawi-Interpunktion abschließende Spirale |
| U+11F50 (73552) | 𑽐               | Dezimalziffer                           | links nach rechts           | KAWI DIGIT ZERO                           | Kawi-Ziffer Null                         |
| U+11F51 (73553) | 𑽑               | Dezimalziffer                           | links nach rechts           | KAWI DIGIT ONE                            | Kawi-Ziffer Eins                         |
| U+11F52 (73554) | 𑽒               | Dezimalziffer                           | links nach rechts           | KAWI DIGIT TWO                            | Kawi-Ziffer Zwei                         |
| U+11F53 (73555) | 𑽓               | Dezimalziffer                           | links nach rechts           | KAWI DIGIT THREE                          | Kawi-Ziffer Drei                         |
| U+11F54 (73556) | 𑽔               | Dezimalziffer                           | links nach rechts           | KAWI DIGIT FOUR                           | Kawi-Ziffer Vier                         |
| U+11F55 (73557) | 𑽕               | Dezimalziffer                           | links nach rechts           | KAWI DIGIT FIVE                           | Kawi-Ziffer Fünf                         |
| U+11F56 (73558) | 𑽖               | Dezimalziffer                           | links nach rechts           | KAWI DIGIT SIX                            | Kawi-Ziffer Sechs                        |
| U+11F57 (73559) | 𑽗               | Dezimalziffer                           | links nach rechts           | KAWI DIGIT SEVEN                          | Kawi-Ziffer Sieben                       |
| U+11F58 (73560) | 𑽘               | Dezimalziffer                           | links nach rechts           | KAWI DIGIT EIGHT                          | Kawi-Ziffer Acht                         |
| U+11F59 (73561) | 𑽙               | Dezimalziffer                           | links nach rechts           | KAWI DIGIT NINE                           | Kawi-Ziffer Neun                         |
| U+11F5A (73562) | 𑽚               | Markierung ohne Extrabreite             | Markierung ohne Extrabreite | KAWI SIGN NUKTA                           | Kawi-Zeichen Nukta                       |